# دوغلاس هوفشتادتر
دوغلاس ريتشارد هوفشتادتر (بالإنجليزية: Douglas Richard Hofstadter) (ولد في 15 شباط 1945 في نيويورك) أكاديمي أمريكي عرف خصوصًا عن طريق كتابه غودل، إيشر، باخ: الجديلة الذهبية الأبدية الذي نشر عام 1979، وفاز بجائزة بوليتزر عام 1980 ككتاب غير خيالي عام. حقق هذا الكتاب مبيعات هائلة واعتبر إلهاما للعديد من الطلاب ليبدأوا حياتهم المهنية في الحوسبة والذكاء الاصطناعي، كما جذب أيضا انتباه غير المهتمين بالذكاء الاصطناعي نتيجة احتوائه على مواضيع متنوعة في فيزياء الطاقة العالية high-energy physics وعلم الأحياء الجزيئي وحتى الموسيقى والفنون التصويرية visual arts إضافة للأدب والفلسفة.
حاز دوغلاس هوفشتادتر على جائزة بوليتسر لكتابه غودل، إشر، باخ، يعتقد أننا قد فقدنا البصر ما يعني الذكاء الاصطناعي حقا، فقد سعيه العنيد لمحاكاة العقل البشري.
«ذلك يعتمد على ما نعنيه بالذكاء الاصطناعي.» دوغلاس هوفشتادتر هو في محل للبقالة في بلومنغتون، إنديانا، ينتقي مكونات طبق السلطة. «إذا كان أي شخص يقصد من الذكاء الاصطناعي هو محاولة لفهم العقل، أو لخلق شيء يشبه ما يقوم به الإنسان، وربما أن ذلك لن يذهب بعيدا لكنه قد يقول هذا هو بعض من العمل الجيد الوحيد الذي يتوجب أكثر من أي وقت مضى القيام به».
يقول هوفشتادتر هذا مع التأني، يقول أنه بهذه الطريقة لأنه بالنسبة له، بل هو إدانة غير مثيرة للجدل للمشاريع الأكثر إثارة في مواضيع الذكاء الاصطناعي الحديثة، والأشياء التي يراها الجمهور ربما كمرتكزات في الطريق إلى الخيال العلمي، مثل واتسون، الكمبيوتر الفائق آي بي إم أو سيري، مساعد آي فون في الواقع سوى القليل جدا مما يجب أن نتصوره عن الذكاء الإصطناعي. السنوات ال 30 الماضية، معظمهم قضى في منزل قديم فقط إلى الشمال الغربي من حرم جامعة إنديانا، هو وطلابه الخريجين تم التقاط الركود: في محاولة لمعرفة كيف يعمل تفكيرنا، من خلال كتابة برامج الكمبيوتر التي تفكر.
فرضية عملها بسيطة: العقل هو قطعة غير عادية جدًا من البرمجيات، وأفضل طريقة لفهم كيف يعمل يمكن لقطعة من البرمجيات تقوم بكتابتها بنفسك. أجهزة الكمبيوتر هي مرنة بما فيه الكفاية لنمذجة تلافيف غريبة لتطورت من تفكيرنا، وحتى الآن تستجيب فقط لتعليمات دقيقة.حتى إذا نجح المسعى، سيكون نصرًا مزدوجًا: سوف نأتي أخيرًا إلى معرفة الميكانيكا الدقيقة لأنفسنا، وسنقوم بخلق آلات ذكية.
الفكرة التي غيرت وجود هوفشتادتر، التي أوضحها على مر السنين، وجاءت له على الطريق بينما هو في استراحة المدرسة العليا في فيزياء الجسيمات. يثبط من عزيمته طريقة أطروحة الدكتوراه لديه في جامعة أوريغون، والشعور بأنها «فقدت عميقا»، وقال أنه قرر في صيف عام 1972 أن يضع حزمة أغراضه داخل سيارة أسماها كويك سيلفر ويندفع شرقا عبر القارة. كل ليلة سوف ينصب خيمته في مكان جديد («في بعض الأحيان في غابة، وأحيانا في جوار بحيرة») ويقرأ في ضوء مصباح يدوي. كان حرا في التفكير في ما يريد، وأنه اختار أن يفكر في التفكير نفسه. ومنذ ذلك الوقت منذ أن كان حوالي 14 عاما عندما وجد أن أصغر شقيقاته، مولي، لا تستطيع أن تفهم اللغة، لأنها «كانت تعاني شيئا خاطئا بعمق في دماغها» (حالتها العصبية تعود ربما إلى تاريخ ولادتها ولكن لم يتم تشخيصها أبدا)، وقال انه قد تم له الشعور بهاجس بهدوء من علاقة العقل بالمادة. والد علم النفس، وليام جيمس، وصف هذا في عام 1890 باسم «الشيء الأكثر غموضا في العالم»: كيف يمكن أن يكون وعيه المادي؟ كيف يمكن لبضعة أرطال من الجيلاتين الرمادي أن يؤدي إلى أفكارنا بتلك الطريقة؟
وبينما كان يتجول في سيارته مركيوري موديل 1956، فكَّـر هوفشتادتر أنه قد عثر على الإجابة - أنها تعيش، دوناً عن كل الأماكن، في قلب برهان رياضي. في 1931، بيـَّن بشهرة عالم المنطق نمساوي المولد كورت غودل كيف أن نظاماً رياضياً يمكنه صنع عِبارات ليس فقط عن الأرقام ولكن عن النظام نفسه. عن الوعي، هوفشتادتر أراد أن يقول، أنها انبثقت للتو من نفس نوعية "عبور من مستوى رد الفعل.” جلس أحد الأيام بعد الظهر لرسم تفكيره في بريد إلكتروني يرسله إلى صديق. ولكن بعد 30 صفحة مكتوبة بخط اليد، قال انه قرر عدم إرساله; بدلا من ذلك سيدع الأفكار تنبت فترة من الوقت. بعد سبع سنوات، انها لم نبتت كثيرا وقد انتشرت كعملية انتقال الخلايا السرطانية في جسم مريض 2.9‑pound، كتاب من 777 صفحة يدعى غودل، إشر، باخ: الجديلة الذهبية الأبدية، الذي جلب لهوفشتادتر — ابن الخامسة والثلاثين آنذاك، والمؤلِف لأول مرة— جائزة بوليتسر للأعمال غير الخيالية لعام 1980.
GEB، والكتاب أصبح يعرف، وكان الإحساس قد حفز النجاح من قبل مارتن غاردنر، وهو محرر معروف لمجلة العلوم الأميركية، الذي كرس بشكل غير عادي جداً مساحة له في عدد يوليو 1979 إلى مناقشة كتاب واحد وكتب عرضاً متوهجاً. “كل بضعة عقود، "بدأ گاردنر،" كمؤلف مجهول لكتاب بمثل ذلك العمق والوضوح، يشمل مجموعة من الذكاء، والجمال والأصالة التي يتم الاعتراف بها في وقت واحد باعتبارها حدثا أدبيا كبيرا ".أول أمريكي يحصل على درجة الدكتوراه في علوم الكمبيوتر (أطلق عليها فيما بعد "علوم الاتصال")، جون هولاند، أشار إلى كونها "الاستجابة العامة بين الناس وأنا أعلم أنه كان يشعر بالانبهار."
بدا هوفشتاتر على إستعداد ليصبح جزءا لا يمحى من الثقافة. كان GEB Gödel, Escher, Bach ليس مجرد كتاب مؤثر، كان كتابا كاملا عن المستقبل. ودعا الناس إلى إطلاق اسم الكتاب المقدس عن الذكاء الاصطناعي عليه، هذا المجال الوليد عند تقاطع الحوسبة، العلوم المعرفية وعلم الأعصاب، وعلم النفس. حساب هوفشتاتر من برامج الكمبيوتر التي لم تكن فقط قادرة بل وإبداعية، خارطة الطريق له لكشف «هياكل البرامج سرية في عقولنا» التي اطلقت جيل كامل من الشباب الطموحين الطلاب إلى الذكاء الاصطناعي.
ولكن بعد ذلك الذكاء الاصطناعي تغير، لكن هوفشتاتر لم يتغير معه، ولكنه اختفى...
وصل GEB على الساحة عند نقطة انعطاف في تاريخ الذكاء الاصطناعي. في وقت مبكر من 1980، وكان مجال خفض النفقات والتمويل على المدى الطويل «العلوم الأساسية» والتركيز والتحول تم إلى نظم عملية. بحوث الذكاء الاصطناعي الطموحة كانت قد اكتسبت سمعة سيئة. وكان الإفراط في الوعود هو القاعدة، وذلك يعود إلى ولادة هذا الحقل في عام 1956 في مشروع أبحاث صيف دارتموث، حيث المنظمون، بما في ذلك الرجل الذي صاغ مصطلح الذكاء الاصطناعي، جون مكارثي الذي أعلن أنه “إذا كانت مجموعة مختارة بعناية من العلماء يعملون على ذلك معاً لفصل الصيف، «فإنهم قد أحرزوا تقدماً كبيراً نحو خلق ماكينات مع واحدة أو أكثر من القدرات التالية: القدرة على استخدام اللغة؛ لتشكيل المفاهيم؛ لحل المشاكل القابلة للحل الآن فقط من قبل البشر، وتحسين أنفسهم. وذكر مكارثي في وقت لاحق أنها فشلت بسبب» أن الذكاء الاصطناعي هو أصعب مما كنا نعتقد.”

## وصلات خارجية
- دوغلاس هوفشتادتر على موقع IMDb (الإنجليزية)
- دوغلاس هوفشتادتر على موقع إن إن دي بي (الإنجليزية)
- دوغلاس هوفشتادتر على موقع قاعدة بيانات الفيلم (الإنجليزية)
- Stanford University Presidential Lecture - site dedicated to Hofstadter and his work
- Douglas Hofstadter at الببليوغرافيا الرقمية ومشروع المكتبة Bibliography Server
- Entry at Google Directory
- Profile at c2.com
- Profile at Resonance Publications
- NF Reviews - bibliographic page with reviews of several of Hofstadter's books
- Radio interview on Philosophy Talk

.